# Гаттонсвілл (Західна Вірджинія)
Гаттонсвілл (англ. Huttonsville) — місто (англ. town) в США, в окрузі Рендолф штату Західна Вірджинія. Населення — 163 особи (2020).

## Географія
Гаттонсвілл розташований за координатами 38°42′50″ пн. ш. 79°58′36″ зх. д. / 38.71389° пн. ш. 79.97667° зх. д. (38.713804, -79.976621).  За даними Бюро перепису населення США в 2010 році місто мало площу 0,78 км², уся площа — суходіл.

## Демографія
Згідно з переписом 2010 року, у місті мешкала 221 особа в 87 домогосподарствах у складі 56 родин. Густота населення становила 282 особи/км².  Було 105 помешкань (134/км²).
Расовий склад населення:
| - 99,5 % — білих |

До двох чи більше рас належало 0,5 %. Частка іспаномовних становила 2,3 % від усіх жителів.
За віковим діапазоном населення розподілялося таким чином: 28,1 % — особи молодші 18 років, 57,4 % — особи у віці 18—64 років, 14,5 % — особи у віці 65 років та старші. Медіана віку мешканця становила 32,4 року. На 100 осіб жіночої статі у місті припадало 92,2 чоловіків;  на 100 жінок у віці від 18 років та старших — 84,9 чоловіків також старших 18 років.
Середній дохід на одне домашнє господарство  становив 33 140 доларів США (медіана — 27 396), а середній дохід на одну сім'ю — 37 256 доларів (медіана — 33 750). Медіана доходів становила 27 083 долари для чоловіків та 18 125 доларів для жінок. За межею бідності перебувало 16,5 % осіб, у тому числі 15,0 % дітей у віці до 18 років та 17,5 % осіб у віці 65 років та старших.
Цивільне працевлаштоване населення становило 87 осіб. Основні галузі зайнятості: освіта, охорона здоров'я та соціальна допомога — 23,0 %, роздрібна торгівля — 20,7 %, виробництво — 18,4 %.